# Tatshenshini-Alsek Provincial Park

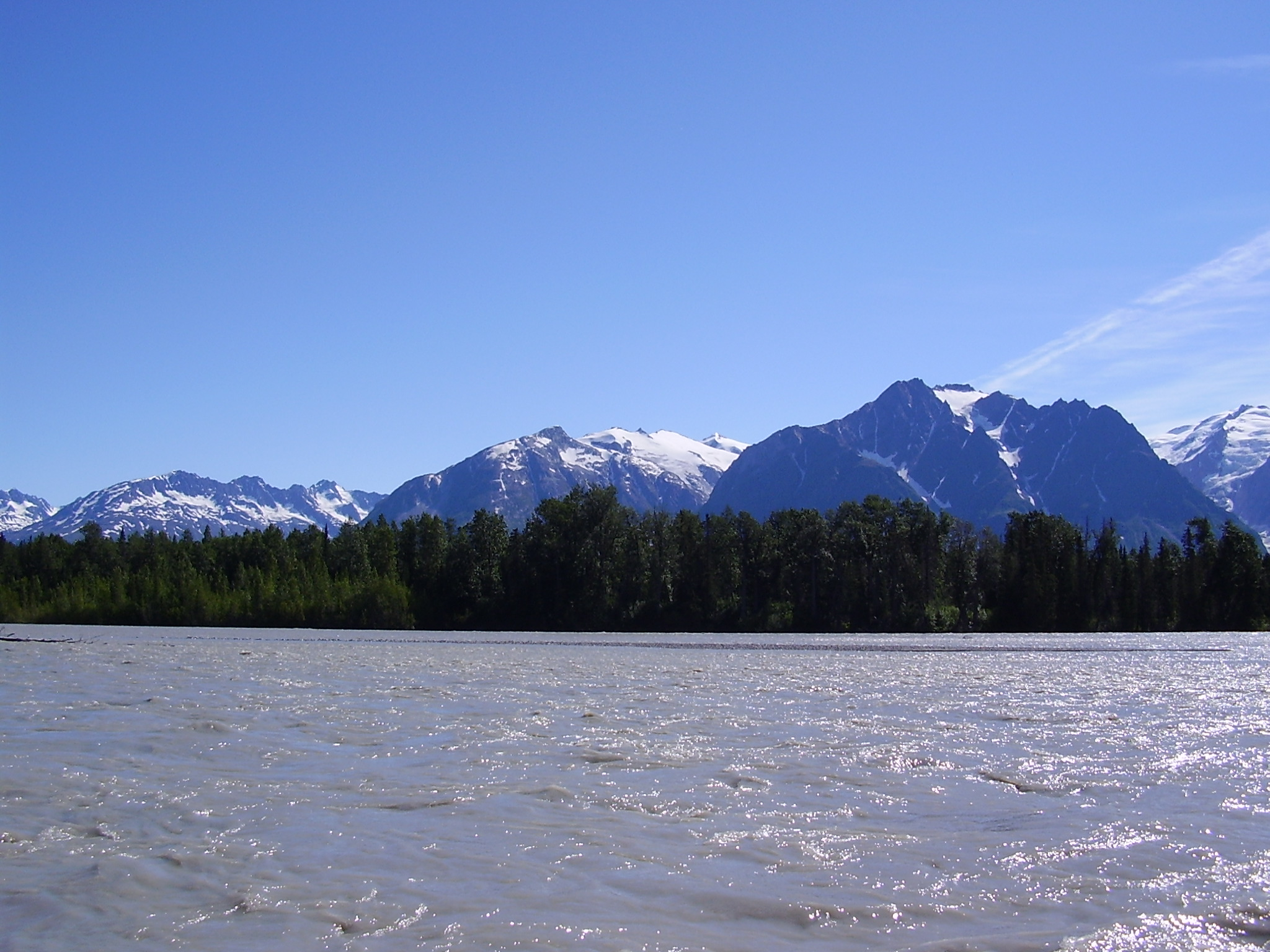
Zusammenfluss des Alseks und des Tatshenshinis

Der Tatshenshini-Alsek Provincial Wilderness Park im äußersten Nordwesten der kanadischen Provinz British Columbia hat eine Fläche von 9470 km² und ist damit zur Zeit der größte, vor dem Spatsizi Plateau Wilderness Provincial Park, der Provincial Parks in British Columbia. Er wurde 1993 nach einer intensiven Kampagne kanadischer und US-amerikanischer Naturschutzorganisationen eingerichtet, um den Bergbau im Gebiet zu beenden und das natürliche Erbe und die Biodiversität des Gebiets zu bewahren. Der Park grenzt an den kanadischen Kluane-Nationalpark sowie die US-amerikanischen Glacier-Bay- und Wrangell-St.-Elias-Nationalparks. Mit diesen zusammen ist der Tatshenshini-Alsek Provincial Park seit 1994 Teil eines 1979 geschaffenen UNESCO-Weltnaturerbereservats, die transnationale Welterbestätte des Parksystems Kluane / Wrangell-St. Elias / Glacier Bay / Tatshenshini-Alsek. Die Verwaltung erfolgt in Kooperation mit den Champagne and Aishihik First Nations.
Bei dem Park handelt es sich um ein Schutzgebiet der Kategorie Ib (Wildnisgebiet).

## Geschichte
Entlang der beiden Flüsse Tatshenshini und Alsek gab es Fischerdörfer der Tlingit und der Tutchone. Der Ostrand des Parks folgt einer alten Handelsroute, die von den Chilkat für den Handel mit den Tutchone benutzt wurde.
Mitte des 19. Jahrhunderts kam es durch den plötzlichen Ausbruch eines riesigen Gletschersees, der sich über Jahre aufgestaut hatte, zu einer sieben Meter hohen Flutwelle, die ein ganzes Tutchone-Dorf ins Meer bei Dry Bay spülte.
Tatshenshini-Alsek war eines der letzten Gebiete British Columbias, das erforscht wurde. In den 1960er Jahren fanden erste geologische Erkundungen statt. Bedeutende Kupfervorkommen wurden in der Nähe von Windy-Craggy Mountain in der Tatshenshini-Region gefunden. In den 1970er Jahren begann die touristische Erschließung für das Rafting. Bis in die 1980er Jahre wurde Windy-Craggy zu einer ausgedehnten Übertagemine verändert.
Als Gegenbewegung entstand 1991 Tatshenshini International, eine Kooperation unter den 50 größten Naturschutzorganisationen Nordamerikas. Ihre politische Kampagne wurde schließlich auch von US-Vizepräsident Al Gore unterstützt. Provinzpremier Michael Harcourt willigte darauf in eine Untersuchung der Ressourcen der betroffenen Region ein und im Juni 1993 beschloss die Provinzregierung British Columbias die Einrichtung eines Schutzgebiets. Die Betreiber der Windy-Craggy-Mine wurden mit 103,8 Millionen CAD entschädigt.
Im Jahr 1999 fanden Schafjäger Überreste und Gegenstände eines Menschen am Fuß eines Gletschers, des „Samuel Glaciers“. Wie spätere, mit Zustimmung und Mitwirkung der Shadhäla yè Äshèyi Kwädän, durchgeführte Untersuchungen ergaben, starb Kwäday Dän Ts’ìnchį (Süd-Tutchone für Gefundene Person aus ferner Zeit) wahrscheinlich zwischen 1670 und 1850.

## Natur
Das Ökosystem von British Columbia wird mit dem Biogeoclimatic Ecological Classification (BEC) Zoning System in verschiedene biogeoklimatischen Zonen eingeteilt. Biogeoklimatische Zonen zeichnen sich durch ein grundsätzlich identisches oder sehr ähnliches Klima sowie gleiche oder sehr ähnliche biologische und geologische Voraussetzungen aus. Daraus resultiert in den jeweiligen Zonen dann auch ein sehr ähnlicher Bestand an Pflanzen und Tieren. Innerhalb des dieser Systematik wird das Gebiet, in welchem der Park liegt, der Coastal Western Hemlock Zone sowie der Mountain Hemlock Zone zugeordnet.
Die Flüsse Tatshenshini und Alsek durchfließen den Park, in dem sie U-förmige Täler bilden. Die von ihnen gebildeten Schluchten lassen frische und feuchte Meeresluft ins kalte Landesinnere vordringen. Die rasche Abkühlung dieser Luft, regelmäßige Fluten und Lawinen, eine komplexe Geologie sowie große Höhenunterschiede haben zu einer reichen Artenvielfalt beigetragen.
Der Provinzpark weist eine namhafte Population von Grizzlybären sowie die einzige kanadische Population der Gletscherbären, einer seltenen Unterarten der Schwarzbären, auf. Neben Bären kommen Dall-Schafe, Schneeziegen, Elche, Grauwölfe, Weißkopfseeadler, Steinadler, Wanderfalken und Gerfalken vor.
Die im Park befindliche Fairweather Range bildet mit dem Mount Fairweather (4.663 Meter hoch) die höchste Erhebung der Provinz. Tatshenshini-Alsek ist eine Zone mit erhöhtem Erdbebenrisiko.